# アルビソーラ・スペリオーレ
アルビソーラ・スペリオーレ(イタリア語: Albisola Superiore)は、イタリア共和国リグーリア州サヴォーナ県にある、人口約9,800人の基礎自治体（コムーネ）。

## 地理

### 位置・広がり

#### 隣接コムーネ
隣接するコムーネは以下の通り。
- アルビッソラ・マリーナ
- カイロ・モンテノッテ
- チェッレ・リーグレ
- ポンティンヴレーア
- サヴォーナ
- ステッラ

### 地震分類
イタリアの地震リスク階級 (it) では、4 に分類される
。

## 行政

### 分離集落
アルビソーラ・スペリオーレには、以下の分離集落（フラツィオーネ）がある。
- Ellera, Luceto

## 著名な出身者
- ユリウス2世　（ローマ教皇）